# Keisha Buchanan
Keisha Buchanan (née le 30 septembre 1984 à Londres) est une chanteuse britannique, membre fondatrice du groupe Sugababes.

## Carrière
Elle commence à chanter très jeune et se lie d'amitié avec Mutya Buena en primaire. À 13 ans, elles rencontrent Siobhán Donaghy lors d'une soirée. Ensemble elles formeront les Sugababes. Le premier single du groupe, Overload, sort en 2000 et est un gros succès dans plusieurs pays européens.
Le groupe rencontre un succès fulgurant durant de longues années. Après le départ de Siobhán en 2001 et celui de Mutya en 2005, remplacées respectivement par Heidi Range et Amelle Berrabah, Keisha est finalement évincée du groupe en 2009. Après son départ, le groupe ne rencontra plus le même succès. Les trois membres d'origine se retrouvent en 2013, avant de récupérer le nom Sugababes en 2019. Leur dernier album The Lost Tapes sort en 2022.

## Discographie
- 2000 : One Touch
- 2002 : Angels with Dirty Faces
- 2003 : Three
- 2005 : Taller In More Ways
- 2007 : Change
- 2008 : Catfights and Spotlights
- 2022 :  The Lost Tapes